# Clásico del Río de la Plata

Argentina-Uruguay i Copa América 2011

Clásico del Río de la Plata (fritt översatt: Rioplatensiska klassikern) är beteckningen på fotbollsmatcherna mellan de latinamerikanska herrlandslagen Argentina och Uruguay.
Den första matchen mellan lagen spelades den 16 maj 1901 i Montevideo i Uruguay och vanns av Argentina med 3-2.

## Poängtabell
Lagen har spelat 194 matcher mot varandra sedan 1901. Argentina har vunnit 89 av dessa möten, Uruguay 59 matcher, medan 46 matcher har slutat oavgjort. Matcher som har fått avgöras med straffsparksläggning räknas som oavgjort.
| Lag       | S   | V  | O  | F  | GM  | IM  | MS  | P   |
| --------- | --- | -- | -- | -- | --- | --- | --- | --- |
| Argentina | 194 | 89 | 46 | 59 | 310 | 235 | +75 | 313 |
| Uruguay   | 194 | 59 | 46 | 89 | 235 | 310 | −75 | 223 |

## Världsmästerskapet i fotboll
| 1            | VM 1930      | Uruguay                                                             | 4 – 2   | Argentina                                 | Estadio Centenario                                                |                                                                   |
| Huvudartikel | Huvudartikel | Pablo Dorado 12′ Pedro Cea 57′ Santos Iriarte 68′ Héctor Castro 89′ | (1 – 2) | 20′ Carlos Peucelle 37′ Guillermo Stábile | Montevideo, Uruguay Publik: 68346 Domare: John Langenus (Belgien) | Montevideo, Uruguay Publik: 68346 Domare: John Langenus (Belgien) |
|              |              |                                                                     |         |                                           |                                                                   |                                                                   |

| 2            | VM 1986      | Argentina          | 1 – 0   | Uruguay | Estadio Cuauhtémoc                                           |                                                              |
| Huvudartikel | Huvudartikel | Pedro Pasculli 42′ | (1 – 0) |         | Puebla, Mexiko Publik: 26000 Domare: Luigi Agnolin (Italien) | Puebla, Mexiko Publik: 26000 Domare: Luigi Agnolin (Italien) |
|              |              |                    |         |         |                                                              |                                                              |

## Olympiska sommarspelen
| 1            | OS 1928      | Uruguay           | 1 – 1   | Argentina           | Amsterdams Olympiastadion                                                       |                                                                                 |
| Huvudartikel | Huvudartikel | Pedro Petrone 23′ | (1 – 0) | Manuel Ferreira 50′ | Amsterdam, Nederländerna Publik: 28253 Domare: Johannes Mutters (Nederländerna) | Amsterdam, Nederländerna Publik: 28253 Domare: Johannes Mutters (Nederländerna) |
|              |              |                   |         |                     |                                                                                 |                                                                                 |

| 2            | OS 1928      | Uruguay                                 | 2 – 1   | Argentina      | Amsterdams Olympiastadion                                                       |                                                                                 |
| Huvudartikel | Huvudartikel | Roberto Figueroa 17′ Héctor Scarone 73′ | (1 – 1) | Luis Monti 28′ | Amsterdam, Nederländerna Publik: 28113 Domare: Johannes Mutters (Nederländerna) | Amsterdam, Nederländerna Publik: 28113 Domare: Johannes Mutters (Nederländerna) |
|              |              |                                         |         |                |                                                                                 |                                                                                 |

## Copa América
Sydamerikanska mästerskapet
| 1            | SM 1916      | Argentina | 0 – 0 | Uruguay | Estadio Racing Club                     |                                         |
| Huvudartikel | Huvudartikel |           |       |         | Avellaneda Domare: Carlos Fanta (Chile) | Avellaneda Domare: Carlos Fanta (Chile) |
|              |              |           |       |         |                                         |                                         |

| 2            | SM 1917      | Uruguay            | 1 – 0   | Argentina | Parque Pereira                              |                                             |
| Huvudartikel | Huvudartikel | Héctor Scarone 62′ | (0 – 0) |           | Montevideo Domare: Juan Livingstone (Chile) | Montevideo Domare: Juan Livingstone (Chile) |
|              |              |                    |         |           |                                             |                                             |

| 3            | SM 1919      | Argentina                                     | 2 – 3   | Uruguay                                                    | Estadio das Laranjeiras                      |                                              |
| Huvudartikel | Huvudartikel | Carlos Izaguirre 34′ Manuel Varela 79′ (sjm.) | (1 – 2) | Carlos Scarone 19′ Hector Scarone 23′ Isabelino Gradín 85′ | Rio de Janeiro Domare: Robert Todd (England) | Rio de Janeiro Domare: Robert Todd (England) |
|              |              |                                               |         |                                                            |                                              |                                              |

| 4            | SM 1920      | Argentina           | 1 – 1   | Uruguay             | Estadio Valparaíso Sporting Club               |                                                |
| Huvudartikel | Huvudartikel | Raúl Echeverría 75′ | (0 – 1) | José Piendibene 10′ | Viña del Mar Domare: Francisco Jiménez (Chile) | Viña del Mar Domare: Francisco Jiménez (Chile) |
|              |              |                     |         |                     |                                                |                                                |

| 5            | SM 1921      | Argentina           | 1 – 0   | Uruguay | Estadio Sportivo Barracas                     |                                               |
| Huvudartikel | Huvudartikel | Julio Libonatti 57′ | (0 – 0) |         | Buenos Aires Domare: Pedro Santos (Brasilien) | Buenos Aires Domare: Pedro Santos (Brasilien) |
|              |              |                     |         |         |                                               |                                               |

| 6            | SM 1922      | Uruguay            | 1 – 0   | Argentina | Estadio das Laranjeiras                         |                                                 |
| Huvudartikel | Huvudartikel | Felipe Buffoni 43′ | (1 – 0) |           | Rio de Janeiro Domare: Pedro Santos (Brasilien) | Rio de Janeiro Domare: Pedro Santos (Brasilien) |
|              |              |                    |         |           |                                                 |                                                 |

| 7            | SM 1923      | Uruguay                             | 2 – 0   | Argentina | Parque Central                                    |                                                   |
| Huvudartikel | Huvudartikel | Pedro Petrone 28′ Pascual Somma 88′ | (1 – 0) |           | Montevideo Domare: Carneiro de Campos (Brasilien) | Montevideo Domare: Carneiro de Campos (Brasilien) |
|              |              |                                     |         |           |                                                   |                                                   |

| 8            | SM 1924      | Uruguay | 0 – 0 | Argentina | Parque Central                          |                                         |
| Huvudartikel | Huvudartikel |         |       |           | Montevideo Domare: Carlos Fanta (Chile) | Montevideo Domare: Carlos Fanta (Chile) |
|              |              |         |       |           |                                         |                                         |

| 9            | SM 1926      | Uruguay                           | 2 – 0   | Argentina | Estadio Sport de Ñuñoa                                 |                                                        |
| Huvudartikel | Huvudartikel | René Borjas 22′ Héctor Castro 73′ | (1 – 0) |           | Santiago Publik: 15000 Domare: Miguel Barba (Paraguay) | Santiago Publik: 15000 Domare: Miguel Barba (Paraguay) |
|              |              |                                   |         |           |                                                        |                                                        |

| 10           | SM 1927      | Argentina                                                                     | 3 – 2   | Uruguay                 | Estadio Nacional                     |                                      |
| Huvudartikel | Huvudartikel | Humberto Recanattini 56′ (str.) Segundo Luna 70′ Adhemar Canavessi 85′ (sjm.) | (0 – 1) | Héctor Scarone 33′, 79′ | Lima Domare: David Thurner (England) | Lima Domare: David Thurner (England) |
|              |              |                                                                               |         |                         |                                      |                                      |

| 11           | SM 1929      | Argentina                              | 2 – 0   | Uruguay | Estadio Gasómetro                            |                                              |
| Huvudartikel | Huvudartikel | Manuel Ferreira 14′ Mario Evaristo 77′ | (1 – 0) |         | Buenos Aires Domare: Miguel Barba (Paraguay) | Buenos Aires Domare: Miguel Barba (Paraguay) |
|              |              |                                        |         |         |                                              |                                              |

| 12           | SM 1935      | Argentina | 0 – 3   | Uruguay                                                      | Estadio Nacional                        |                                         |
| Huvudartikel | Huvudartikel |           | (0 – 3) | Héctor Castro 18′ José Alberto Taboada 28′ Aníbal Ciocca 36′ | Lima Domare: Humberto Reginatto (Chile) | Lima Domare: Humberto Reginatto (Chile) |
|              |              |           |         |                                                              |                                         |                                         |

| 13           | SM 1937      | Argentina                                | 2 – 3   | Uruguay                                                 | Estadio Gasómetro                           |                                             |
| Huvudartikel | Huvudartikel | Francisco Varallo 63′ Alberto Zozaya 68′ | (0 – 1) | Eduardo Ithurbide 5′ Juan Píriz 51′ Severino Varela 58′ | Buenos Aires Domare: Alfredo Vargas (Chile) | Buenos Aires Domare: Alfredo Vargas (Chile) |
|              |              |                                          |         |                                                         |                                             |                                             |

| 14           | SM 1941      | Argentina          | 1 – 0   | Uruguay | Estadio Nacional de Chile               |                                         |
| Huvudartikel | Huvudartikel | Antonio Sastre 53′ | (0 – 0) |         | Santiago Domare: Alfredo Vargas (Chile) | Santiago Domare: Alfredo Vargas (Chile) |
|              |              |                    |         |         |                                         |                                         |

| 15           | SM 1942      | Uruguay              | 1 – 0   | Argentina | Estadio Centenario                                   |                                                      |
| Huvudartikel | Huvudartikel | Bibiano Zapirain 57′ | (0 – 0) |           | Montevideo Domare: Marcos Gerinaldo Rojas (Paraguay) | Montevideo Domare: Marcos Gerinaldo Rojas (Paraguay) |
|              |              |                      |         |           |                                                      |                                                      |

| 16           | SM 1945      | Argentina           | 1 – 0   | Uruguay | Estadio Nacional de Chile               |                                         |
| Huvudartikel | Huvudartikel | Rinaldo Martino 50′ | (0 – 0) |         | Santiago Domare: Juan Las Heras (Chile) | Santiago Domare: Juan Las Heras (Chile) |
|              |              |                     |         |         |                                         |                                         |

| 17           | SM 1946      | Argentina                                                 | 3 – 1   | Uruguay                 | Gasómetro de Boedo                                     |                                                        |
| Huvudartikel | Huvudartikel | Adolfo Pedernera 8′ Ángel Labruna 46′ Norberto Méndez 72′ | (1 – 0) | Juan Pedro Riephoff 59′ | Buenos Aires Domare: Mário Silveira Vianna (Brasilien) | Buenos Aires Domare: Mário Silveira Vianna (Brasilien) |
|              |              |                                                           |         |                         |                                                        |                                                        |

| 18           | SM 1947      | Argentina                                          | 3 – 1   | Uruguay                | Estadio George Capwell                                      |                                                             |
| Huvudartikel | Huvudartikel | Norberto Doroteo Méndez 30′, 46′ Félix Loustau 85′ | (1 – 0) | Julio César Britos 74′ | Guayaquil Publik: 25000 Domare: Mario Rubén Hayn (Paraguay) | Guayaquil Publik: 25000 Domare: Mario Rubén Hayn (Paraguay) |
|              |              |                                                    |         |                        |                                                             |                                                             |

| 19           | SM 1955      | Argentina                                                              | 6 – 1   | Uruguay          | Estadio Nacional de Chile                            |                                                      |
| Huvudartikel | Huvudartikel | Rodolfo Micheli 37′, 61′ Angel Labruna 39′, 71′, 87′ José Borrello 76′ | (2 – 1) | Óscar Míguez 32′ | Santiago Publik: 35000 Domare: Carlos Robles (Chile) | Santiago Publik: 35000 Domare: Carlos Robles (Chile) |
|              |              |                                                                        |         |                  |                                                      |                                                      |

| 20           | SM 1956      | Uruguay            | 1 – 0   | Argentina | Estadio Centenario                                             |                                                                |
| Huvudartikel | Huvudartikel | Javier Ambrois 23′ | (1 – 0) |           | Montevideo Publik: 80000 Domare: Cayetano de Nicola (Paraguay) | Montevideo Publik: 80000 Domare: Cayetano de Nicola (Paraguay) |
|              |              |                    |         |           |                                                                |                                                                |

| 21           | SM 1957      | Argentina                                                                             | 4 – 0   | Uruguay | Estadio Nacional                                    |                                                     |
| Huvudartikel | Huvudartikel | Humberto Maschio 7′, 73′ Antonio Valentín Angelillo 48′ José Francisco Sanfilippo 83′ | (1 – 0) |         | Lima Publik: 40000 Domare: Erwin Hieger (Österrike) | Lima Publik: 40000 Domare: Erwin Hieger (Österrike) |
|              |              |                                                                                       |         |         |                                                     |                                                     |

| 22           | SM 1959 (Argentina) | Argentina                                      | 4 – 1   | Uruguay            | Monumental de Núñez                                          |                                                              |
| Huvudartikel | Huvudartikel        | Raúl Belén 15′, 60′ Rubén Héctor Sosa 55′, 80′ | (1 – 0) | Héctor Demarco 85′ | Buenos Aires Publik: 80000 Domare: Isidro Ramírez (Paraguay) | Buenos Aires Publik: 80000 Domare: Isidro Ramírez (Paraguay) |
|              |                     |                                                |         |                    |                                                              |                                                              |

| 23           | SM 1959 (Ecuador) | Uruguay                                                                                         | 5 – 0   | Argentina | Estadio Modelo                                                  |                                                                 |
| Huvudartikel | Huvudartikel      | Alcides Silveira 9′ (str.), 55′ (str.) Mario Ludovico Bergara 15′, 64′ José Francisco Sasía 25′ | (3 – 0) |           | Guayaquil Publik: 50000 Domare: José Gomes Sobrinho (Brasilien) | Guayaquil Publik: 50000 Domare: José Gomes Sobrinho (Brasilien) |
|              |                   |                                                                                                 |         |           |                                                                 |                                                                 |

| 24           | SM 1967      | Uruguay         | 1 – 0   | Argentina | Estadio Centenario                                  |                                                     |
| Huvudartikel | Huvudartikel | Pedro Rocha 74′ | (0 – 0) |           | Montevideo Publik: 65000 Domare: Mario Gasc (Chile) | Montevideo Publik: 65000 Domare: Mario Gasc (Chile) |
|              |              |                 |         |           |                                                     |                                                     |

Copa América
| 25           | CA 1987      | Uruguay               | 1 – 0   | Argentina | El Monumental                                             |                                                           |
| Huvudartikel | Huvudartikel | Antonio Alzamendi 43′ | (1 – 0) |           | Buenos Aires Publik: 75000 Domare: Elias Jácome (Ecuador) | Buenos Aires Publik: 75000 Domare: Elias Jácome (Ecuador) |
|              |              |                       |         |           |                                                           |                                                           |

| 26           | CA 1989      | Argentina            | 1 – 0   | Uruguay | Estádio Serra Dourada                               |                                                     |
| Huvudartikel | Huvudartikel | Claudio Caniggia 69′ | (0 – 0) |         | Goiânia Publik: 18000 Domare: Jesús Díaz (Colombia) | Goiânia Publik: 18000 Domare: Jesús Díaz (Colombia) |
|              |              |                      |         |         |                                                     |                                                     |

| 27           | CA 1989      | Uruguay             | 2 – 0   | Argentina | Estádio do Maracanã                                                   |                                                                       |
| Huvudartikel | Huvudartikel | Rubén Sosa 38′, 81′ | (1 – 0) |           | Rio de Janeiro Publik: 53909 Domare: Arnaldo César Coelho (Brasilien) | Rio de Janeiro Publik: 53909 Domare: Arnaldo César Coelho (Brasilien) |
|              |              |                     |         |           |                                                                       |                                                                       |

| 28           | CA 1999      | Uruguay | 0 – 2   | Argentina                           | Estadio Feliciano Cáceres             |                                       |
| Huvudartikel | Huvudartikel |         | (0 – 1) | Kily González 1′ Martín Palermo 56′ | Luque Domare: Masayoshi Okada (Japan) | Luque Domare: Masayoshi Okada (Japan) |
|              |              |         |         |                                     |                                       |                                       |

| 29           | CA 2004      | Argentina                                                     | 4 – 2   | Uruguay                                  | Coloso Miraflorino                 |                                    |
| Huvudartikel | Huvudartikel | Kily González 19′ Luciano Figueroa 20′, 89′ Roberto Ayala 80′ | (2 – 2) | Fabian Estoyanoff 7′ Vicente Sánchez 38′ | Piura Domare: Rubén Selman (Chile) | Piura Domare: Rubén Selman (Chile) |
|              |              |                                                               |         |                                          |                                    |                                    |

| 30           | CA 2011      | Argentina                                                                 | 1 – 1 (e fl)               | Uruguay                                                              | Estadio Brigadier General Estanislao López  |                                             |
| Huvudartikel | Huvudartikel | Gonzalo Higuaín 17′                                                       | (1 – 1; 0 – 0)             | Diego Pérez 5′                                                       | Santa Fe Domare: Carlos Amarilla (Paraguay) | Santa Fe Domare: Carlos Amarilla (Paraguay) |
| Huvudartikel | Huvudartikel | Lionel Messi Nicolás Burdisso Carlos Tévez Javier Pastore Gonzalo Higuaín | Straffsparksläggning 4 – 5 | Diego Forlán Luis Suárez Andrés Scotti Walter Gargano Martín Cáceres | Santa Fe Domare: Carlos Amarilla (Paraguay) | Santa Fe Domare: Carlos Amarilla (Paraguay) |

| 31                       | CA 2015                  | Argentina         | 1 – 0   | Uruguay | Estadio La Portada                                                           |                                                                              |
| 20:30 UTC−3 Huvudartikel | 20:30 UTC−3 Huvudartikel | Sergio Agüero 56′ | (0 – 0) |         | La Serena, Coquimbo-regionen Publik: 17 014 Domare: Sandro Ricci (Brasilien) | La Serena, Coquimbo-regionen Publik: 17 014 Domare: Sandro Ricci (Brasilien) |
| 20:30 UTC−3 Huvudartikel | 20:30 UTC−3 Huvudartikel |                   |         |         | La Serena, Coquimbo-regionen Publik: 17 014 Domare: Sandro Ricci (Brasilien) | La Serena, Coquimbo-regionen Publik: 17 014 Domare: Sandro Ricci (Brasilien) |
| 20:30 UTC−3 Huvudartikel | 20:30 UTC−3 Huvudartikel |                   |         |         | La Serena, Coquimbo-regionen Publik: 17 014 Domare: Sandro Ricci (Brasilien) | La Serena, Coquimbo-regionen Publik: 17 014 Domare: Sandro Ricci (Brasilien) |

### Fotnoter
1. ↑  David Berg (16 juni 2015). ”Argentina mot Uruguay - världens mest klassiska landskamp”. Svenska fans. http://www.svenskafans.com/varlden/argentina-mot-uruguay-varldens-mest-klassiska-landskamp-533419.aspx. Läst 6 november 2015.